# Occhiali neri
Occhiali Neri es una película italiana de 2022 coescrita y dirigida por Dario Argento, en su primera película después de Dracula 3D, estrenada en 2012. Protagonizado por Ilenia Pastorelli como una prostituta cegada por un asesino serial y por Andrea Zhang como un joven oriental que la ayuda a enfrentarse al homicida, el filme se estrenó en la septuagésima segunda edición del Festival de Cine de Berlín, el 11 de febrero de 2022.

## Sinopsis
Diana es una joven prostituta que en el pasado perdió la vista luego de un brutal ataque de un asesino en serie. A pesar de su condición acoge a un joven chino llamado Chin, con quien emprende la búsqueda del homicida que la perjudicó a través de las zonas más oscuras y siniestras de Italia.

## Reparto

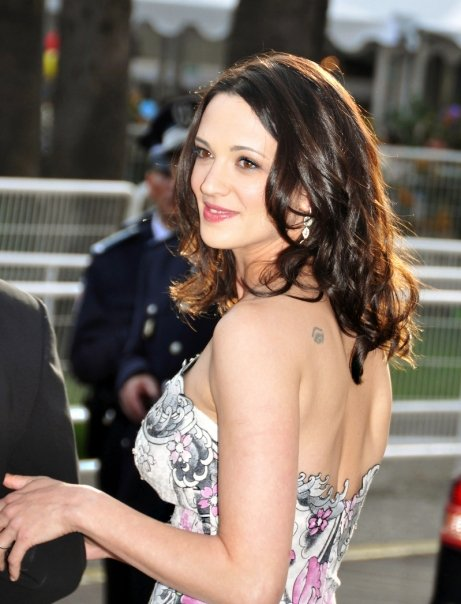
La actriz Asia Argento volvió a trabajar en una película de su padre tras diez años, luego de su participación en Drácula 3D (2012)

- Ilenia Pastorelli es Diana
- Asia Argento es Rita
- Andrea Gherpelli es Matteo
- Andrea Zhang es Chin

## Recepción
En el sitio web de críticas cinematográficas Rotten Tomatoes, la película tiene un índice de aprobación del 44% basado en nueve reseñas.
Al analizar la película tras su estreno en la Berlinale, Anna Smith de Deadline Hollywood señaló que pudo notar en el filme «una incómoda mirada erótica durante las escenas de violencia (si pretende ser un pastiche, no funciona)», y escribió que «carece del suspense y el estilo de la obra de Argento en los años 1970 y 1980, mientras repite varios temas [...] la mayor parte de ella sólo te recuerda lo mejor que era Argento en los viejos tiempos». Peter Bradshaw de The Guardian le dio una calificación de dos estrellas sobre cinco, elogiando su secuencia inicial, pero calificándola de «bizarra en el sentido equivocado, con transiciones de la trama torpemente absurdas», y argumentando que «el director no está particularmente interesado en la idea de que Diana cambie o crezca como persona en el transcurso de todo esto». Tim Robey de The Telegraph también dio a la película dos de cinco estrellas, lamentando «la falta de interés del director en aprender nuevas técnicas».
Michael Nordine de Variety escribió: «sólo aquellos ciegamente devotos del director no verán lo patentemente ridícula que es su última oferta, y sólo aquellos inmunes al pueril encanto de los perros de ataque, los eclipses y las serpientes de agua no disfrutarán, aunque sea un poco, de Occhiali neri». Ben Croll de IndieWire la definió como «un pequeño giallo punzante que no quiere otra cosa que ser etiquetado como un retorno a la forma. Si se queda corto, hay que darle el mérito por intentarlo». Jordan Mintzer de The Hollywood Reporter concluyó que «Occhiali neri nunca da mucho miedo, y parte de ella es simplemente tonta, pero si la tomas al pie de la letra puede ser lo suficientemente agradable, más un recordatorio de lo que Argento solía hacer mejor que un ejemplo por derecho propio».